# Paul Van Rompuy
Paul baron Van Rompuy (Sint-Katelijne-Waver, 18 december 1940) is een Belgisch econoom en emeritus gewoon hoogleraar publieke economie aan de Faculteit Economie en Bedrijfswetenschappen van de KU Leuven. Tot zijn onderzoeksdomeinen behoren arbeidseconomie, overheidsfinanciën en het economisch federalisme.
Van Rompuy studeerde economie aan de Katholieke Universiteit Leuven en behaalde in 1966 een M.Sc economie aan de University of Illinois. Hij promoveerde tot doctor in 1970 met een proefschrift getiteld "De vraag naar arbeid" in zijn alma mater waar hij in 1975 aangesteld wordt als gewoon hoogleraar.
Van Rompuy was een pionier in het becijferen van financiële transfers tussen Belgische gemeenschappen en gewesten. In 1983 werd hij lid en verslaggever van het Studiecentrum tot Hervorming van de Staat/Centre d'Etudes pour la Réforme de l'Etat (CERE). Het centrum leverde onder meer wetenschappelijke onderbouwing die benut werd bij de derde staatshervorming.
In 2006 werd hij toegelaten tot het emeritaat. In 2014 publiceerde hij nog voor de KVAB het onderzoek "Leidt fiscale autonomie van deelgebieden in een federale staat tot budgettaire discipline?", vraag waarop de studie eerder negatief antwoordde.

## Functies
Van Rompuy zetelde van 1989 tot 2005 in de Hoge Raad van Financiën als voorzitter van de Afdeling "Financieringsbehoeften van de Overheid".
Van Rompuy liet in 1995 zijn voltijdse aanstelling vallen en werd buitengewoon hoogleraar en afgevaardigd bestuurder van de Federale Participatiemaatschappij, een instelling die onder meer de financiële overheidsinstellingen privatiseerde. Hij zou deze functie vervullen tot 2005.
Hij zetelt sinds 1994 in de Koninklijke Vlaamse Academie van België voor Wetenschappen en Kunsten, Klasse van de Menswetenschappen. Van 1998 tot 2005 was hij ook de voorzitter van het Belgisch Instituut voor openbare financiën, een onafhankelijke wetenschappelijke instelling.

## Eretitels
Paul Van Rompuy werd adel door verdienste. In 2005 werd hij door koning Albert II verheven tot erfelijke adel met de persoonlijke titel van baron.
- Catàleg d'autoritats de noms i títols de Catalunya: 981058521436106706
- CiNii: DA01983718
- Gemeinsame Normdatei: 131626930
- International Standard Name Identifier: 0000 0001 0974 3239
- Library of Congress Control Number: n50074531
- Nationale Bibliotheek van Israël: 987007327414005171
- Nederlandse Thesaurus van Auteursnamen: 070670781
- ORCID: 0000-0003-0128-2751
- Système universitaire de documentation: 256937303
- Virtual International Authority File: 55392881
- WorldCat: E39PBJt3YPdcyGdwT9GMMQqxXd